# Cryptic Studios
Cryptic Studios es una empresa de videojuegos en Los Gatos, California, cuya actividad está centrada en el mercado de los MMORPG.

## Historia
La compañía fue creada en junio del año 2000 por Michael Lewis y Rick Dakan.
En una fiesta de año nuevo en 1999, Lewis y Dakan se reunieron con Bruce Rogers, Matt Harvey y Cameron Petty, veteranos de la división Coin Operated Games de Atari, que estaban intentando fundar una compañía de videojuegos pero carecían de los fondos necesarios.
En el 2000, Lewis vendió su empresa, Stellar Semiconductor, Inc., a Broadcom Corporation. Con el apoyo financiero de Lewis y la experiencia de Rogers, el grupo fundó Cryptic Studios. El escritor de RPGs Jack Emmert se unió al equipo para ayudar en el procreso creativo.
El 9 de diciembre de 2008, Atari hizo pública la noticia de su adquisición de Cryptic Studios.

## Productos
El primer MMORPG de Cryptic Studios, City of Heroes, salió a la venta el 28 de abril de 2004. El 31 de octubre de 2005, publicaron City of Villains, un juego distinto que podía interactuar con City of Heroes a través de zonas PVP.
Cryptic Studios desarrolló multitud de expansiones gratuitas para City of Heroes y City of Villains antes de ceder la producción de los títulos a NC NorCal.
El 27 de septiembre de 2006, Marvel Entertainment y Cryptic anunciaron que estaban trabajando en Marvel Universe Online, un MMORPG basado en el universo de ficción creado por Marvel Comics, que sería publicado por Microsoft Game Studios en exclusiva para Xbox 360 y Windows Vista. El 7 de febrero de 2008, Shane Kim de Microsoft Game Studios informó de la cancelación de este título.
El 9 de mayo de 2007, Cryptic Studios publicó el Cryptic Animation Rig (Cryptic AR), una serie de herramientas gratuitas empleadas por los animadores de Cryptic en algunos de sus títulos.
El 27 de julio de 2008, Cryptic anunció la adquisición de la licencia para continuar la producción de Star Trek Online, un MMORPG anteriormente en desarrollo por Perpetual Entertainment.